# Izrael (zespół muzyczny)
Izrael – polski zespół muzyczny grający muzykę reggae.

## Historia
Powstał zimą 1983 w Warszawie z inicjatywy gitarzysty Brygady Kryzys Roberta Brylewskiego i wokalisty Deutera Pawła „Kelnera” Rozwadowskiego. 27 lutego 1983 grupa zadebiutowała w Klubie Ubab na terenie akademików Uniwersytetu Warszawskiego przy ul.Kickiego na warszawskiej Pradze Południe. Występ ten został zarejestrowany na amatorskim sprzęcie przez Zbigniewa Skatulskiego i wydany po 30 latach na podwójnym albumie zatytułowanym „Geneza” przez wydawnictwo Manufaktura Legenda. W maju muzycy w poszerzonym składzie (Tomasz Lipiński, Piotr Malak, Tadeusz Kuczyński, Katarzyna Grzechnik, Jerzy Jarmołowicz) dokonali pierwszych nagrań studyjnych, które ukazały się dopiero dwa lata później na wydanym przez wytwórnię Pronit albumie Biada, biada, biada i singlu „Rastaman nie kłamie”. W sierpniu 1983 muzycy wystąpili m.in. na gdańskim koncercie u boku grupy Misty in Roots. Niedługo później „Kelner” opuścił zespół.
Latem 1984 Izrael zaprezentował się przed szeroką publicznością podczas festiwalu w Jarocinie, którego został stałym gościem w następnych latach. Piosenka „Wolność” wykonana podczas tego koncertu ukazała się na albumie różnych wykonawców Fala w następnym roku. W czasie festiwalu FMR Jarocin '85 ekipa filmowa Piotra Łazarkiewicza uwieczniła fragment występu grupy, który znalazł się w dokumencie Fala – Jarocin '85. W tym samym roku członkowie Izraela w zmienionym składzie (m.in. pojawili się Dariusz „Maleo” Malejonek – grający wówczas równolegle w zespole Kultura, Sławomir Gołaszewski, Piotr „Samohut” Subotkiewicz, Alik Dziki oraz Tomasz „Żwirek” Żmijewski) przystąpili do nagrań na kolejny album Nabij faję (na którym rolę głównego wokalisty objął Brylewski), który pojawił się rok później wraz z singlem „Nie poddawaj”.
W 1986 muzycy zostali po raz kolejny sfilmowani – tym razem przez ekipę BBC, która w tym czasie kręciła film dokumentalny poświęcony polskiej muzyce rockowej Moja krew, twoja krew (reż. Andrzej Kostenko). W 1987 ukazał się trzeci album zespołu Duchowa rewolucja vol. 1 na której zagrał na perkusji Sławomir „Dżu Dżu” Wróblewski, a także pojawili się Krzysztof Banasik (wówczas Kult, waltornia), Paweł Szanajca (wówczas Kult, saksofon) oraz Tomasz Budzyński (Armia, chórki).
Pod koniec lat 80. do Izraela dołączył Piotr „Stopa” Żyżelewicz (ex-Kultura i Moskwa) zastępując za perkusją „Dżu Dżu”, który przerzucił się na gitarę basową. W tym składzie na przełomie lat 80/90 Izrael zagrał koncerty w Czechosłowacji, Austrii i Anglii. W połowie 1990 zespół przystąpił w londyńskim studiu „Ariwa” do nagrań na album 1991, który ukazał się rok później. Jeszcze przed nagraniami do składu dołączył multiinstrumentalista Włodzimierz Kiniorski. W 1991 pojawiła się również na rynku płyta Duchowa rewolucja vol. 2 zawierająca materiał z sesji sprzed czterech lat.
W marcu 1993 zespół wystąpił w Jarocinie, a także zagrał koncerty m.in. w Białymstoku i Krakowie z których nagrania weszły w skład albumu Życie jak muzyka – Live ’93 (1994). W 1994 Izrael wystąpił m.in. na katowickich „Odjazdach”, a rok później zawiesił działalność.
W 1997 ukazał się album Izrael in dub będący zbiorem dubowych wersji (autorstwa Brylewskiego) utworów Izraela z całego okresu kariery.
W 2006 doszło do reaktywacji zespołu pod szyldem Magnetosfera. W tym samym roku zostało wydane DVD W Koperniku – Live zawierające materiał z koncertu, który odbył się w warszawskim liceum Mikołaja Kopernika 11 września 1991. Od 2007 grupa występowała pod oryginalną nazwą i rok później opublikowała płytę z premierowym materiałem pt. Dża ludzie.
3 czerwca 2018 zmarł Robert Brylewski. Tym samym grupa zakończyła działalność.

## Muzycy
(Wybrani muzycy, przez zespół przewinęło się prawdopodobnie ok. stu muzyków)

### Ostatni skład zespołu
- Robert „Afa” Brylewski – gitara, wokal, instr. klawiszowe, melodika (1983–1995, 2006–2018)
- Paweł „Kelner” Rozwadowski – gitara, wokal (1983, 2006–2018)
- Dariusz „Maleo” Malejonek – gitara, wokal (1985–1995, 2006–2018)
- Włodzimierz „Kinior” Kiniorski – saksofon, flet, przeszkadzajki (1990–1995, 2006–2018)
- Piotr „Samohut” Subotkiewicz – flet, klawisze (1984–1995, 2006–2018)
- Sławomir „Dżu Dżu” Wróblewski – gitara basowa, perkusja (1986–1995, 2006–2018)

### Byli członkowie
- Vivian Quarcoo – wokal (1983–1995)
- Milo Kurtis – instrumenty perkusyjne (1983–1985)
- Tomasz „Żwirek” Żmijewski – gitara basowa (1983–1988)
- Jarosław „Gruszka” Ptasiński – perkusja (1983–1986)
- Wojciech Konikiewicz – klawisze (1983; 1995)
- Tadeusz Kuczyński – trąbka (1983 i 2007)
- Katarzyna Grzechnik – chórki (1983)
- Tomasz Lipiński – chórki, klawisze (1983)
- Sławomir „Dr Avane” (lub „Merlin”) Gołaszewski – saksofon, klarnet (1984–1987)
- Tomasz „Lego” Ber – gitara (1984–1997)
- Piotr Malak – saksofon (1985)
- Sławomir „Rudi” Lewandowski – saksofon (1985)
- Błażej „Krzaczasty” Pajda – trąbka (1985)
- Aleksander „Alik” Dziki – gitara basowa (1985–1987)
- Tomasz „Bombadil” Budzyński – chórki (1987)
- Krzysztof „Banan” Banasik – waltornia (1987)
- Paweł Szanajca – saksofon (1987)
- Piotr „Stopa” Żyżelewicz – perkusja (1989–1995, 2006-2011)

## Dyskografia

### Albumy studyjne
- Biada, biada, biada (1985)
- Nabij faję (1986)
- Duchowa rewolucja vol. 1 (1987)
- Duchowa rewolucja vol. 2 (1991)
- 1991 (1991)
- Izrael in dub (1997)
- Dża ludzie (2008)
- Izrael meets Mad Professor & Joe Ariwa (2010)
- Izrael gra Kulturę (2017)

### Albumy koncertowe
- Życie jak muzyka – Live ’93 (1994)
- W Koperniku – Live (2006)
- Geneza (2013)
- Dla wszystkich wolność! (2013)

### Single
- „Rastaman nie kłamie” (1985)
- „Nie poddawaj” (1986)

### Kompilacje różnych wykonawców
- Fala (1985) – utwór: „Wolność”